# Dolichovespula arenaria
|  | Dieser Artikel wurde aufgrund von formalen oder inhaltlichen Mängeln in der Qualitätssicherung Biologie zur Verbesserung eingetragen. Dies geschieht, um die Qualität der Biologie-Artikel auf ein akzeptables Niveau zu bringen. Bitte hilf mit, diesen Artikel zu verbessern! Artikel, die nicht signifikant verbessert werden, können gegebenenfalls gelöscht werden. Lies dazu auch die näheren Informationen in den Mindestanforderungen an Biologie-Artikel. |

Dolichovespula arenaria, auch bekannt als Gewöhnliche Langkopfwespe, Sandhügelwespe oder Gewöhnliche Gelbwespe, ist eine Wespenart innerhalb der Gattung Dolichovespula, die auf dem nordamerikanischen Kontinent weit verbreitet ist.

## Beschreibung und Identifikation
Dolichovespula arenaria kann anhand der medienunterbrochenen oder eingeschnittenen apikalen Fasciae der Tergiten 1 und 2 identifiziert werden. Sie sind gelb gefärbt und können durch das Fehlen von schwarzen Markierungen in den Augenfurchen von anderen gelben Wespen wie Dolichovespula arenaria in ihrer Gattung unterschieden werden.
In der Mehrheit der Population ist der Ocularsinus gelb, aber einige melanische Männchen haben einen schwarzen Bereich, der bis zum unteren Rand des Sinus reicht. Die Königin hat große schwarze discale Flecken auf Terz 4 und 5 und kleinere auf Terz 2 und 3. Männchen können anhand ihrer größeren Antennen, der Flecken auf ihrem Basalband auf den Tergiten 4 und 5 sowie an einem Abdomen, das mit einem flachen, pelzigen Ende statt einem spitz zulaufenden Stachel endet, identifiziert werden. Die Nestgröße variiert zwischen 1 und 6 Waben und besteht aus mattgrauem Papier. Gelegentlich können aufgrund verfügbarer Materialien Farbvariationen auftreten.

## Verbreitung und Lebensraum
Die Gewöhnliche Gelbwespe kommt in Kanada und den Vereinigten Staaten vor. Dolichovespula arenaria ist tatsächlich eine der häufigsten Gelbwespen, die in Nordamerika östlich des Mississippi-Flusses vorkommen. Es erstreckt sich von Nordzentral-Alaska bis in den Süden von New Mexico und Arizona und die Nester können in arborealen bis subterranen Lebensräumen gefunden werden. Ihre Nester sind aus papierartigem Material gefertigt und werden normalerweise in Bäumen und Sträuchern gefunden. In städtischen Gebieten werden die Nester häufig an Gebäuden gefunden.

## Lebenszyklus der Kolonie
Im Frühling gründet eine Königin ein Volk, indem sie einen Standort auswählt und ein kleines Papier-Nest baut, in dem sie ihre Eier ablegt. Dann schlüpfen die Eier aus den Brutzellen und die Königin füttert die Larven. Diese Larven entwickeln sich schließlich zu Arbeitern und die Kolonie wächst weiter und erreicht im Sommer ihren Höhepunkt. Die Arbeiterinnen unterscheiden sich morphologisch von der Königin. Die Königin leitet die jährlichen Nester, indem sie Arbeiterinnen produziert. In der Gattung Dolichovespula ist die Produktion von Männchen (Drohnen) durch Arbeiterinnen üblich, und es gibt eine hohe Verwandtschaft zwischen den Arbeitern aufgrund einer geringen effektiven Vaterschaft innerhalb der Nester. Im Allgemeinen gedeihen diese Kolonien etwa ein Jahr lang, bevor sie im Winter abnehmen.

## Interaktionen mit anderen Spezies

### Fressfeinde
Da Dolichovespula arenaria ihre Nester in der Regel hoch in Bäumen platzieren, sind ihre primären Fressfeinde relativ begrenzt auf Vögel und gelegentlich andere Wespen. Auch viele Säugetiere nutzen die Gelegenheit, um ein schlecht platziertes Nest zu ergattern, um die nährstoffreichen Larven zu fressen. Dazu gehören Stinktiere, Opossums, Waschbären und Bären.

### Nahrung
Dolichovespula arenaria-Arbeiterinnen sind bekannt dafür, hauptsächlich lebende Gliederfüßer verschiedener Arten zu erbeuten, wie beispielsweise Heuschrecken, Grillen, Raupen, Spinnen, Fliegen, Netzflüglern und sogar Marienkäfern (die in der Regel von Vespula-Arten vermieden werden). Sie jagen auch die Larven des Herbstspinnerfalters sowie junge Kolibris. Im Allgemeinen werden sie nicht von Protein-Ködern angezogen. Gelegentlich können jedoch Dolichovespula-Arten auf Tierkadavern fressen – solches Fressverhalten wurde an Kadavern eines Hundes, Schweins und einer Schlange beobachtet. Sie werden normalerweise dabei beobachtet, wie sie in höheren Bäumen (2–4 m) jagen.

### Verteidigung
Im Allgemeinen gelten kleinere Kolonien als weniger aggressiv als größere. Die Beobachtungen zum Verhalten von Dolichovespula arenaria sind unterschiedlich, einer besagt, dass sie streitsüchtig sind, während der andere argumentiert, dass sie es nicht sind. Dieser Unterschied könnte darin liegen, dass die erste Beobachtung das Verhalten bei Annäherung an ein Dolichovespula arenaria Nest beobachtete, während die andere das Verhalten von Arbeitern beschrieb, die individuell von ihrem Nest entfernt waren. Das Verhalten der Verteidigung der Kolonie bei kleineren Kolonien wird als unvorhersehbar und unregelmäßig beschrieben.

#### Sprühen von Gift
Einzigartig für Dolichovespula arenaria ist das beobachtete Sprühen von Gift aus ihren Stacheln, das von Arbeitern in großen Kolonien beobachtet wurde. Der „Sprühstacheln-Typ“, der Begriff, der dem Giftejektionsmechanismus dieser Wespen gegeben wurde, beinhaltet die Kontraktion der Giftreservoir-Muskeln. Dieser Mechanismus des Giftsprühens ermöglicht eine größere Freisetzung von Alarmpheromonen im Gift, was für das Auslösen des Angriffsverhaltens von Gelbwespen entscheidend ist.

### Parasiten
Die beiden häufigen Parasiten von Dolichovespula arenaria-Nestern sind Sphecophaga vesparum burra aus der Familie der Schlupfwespen (Ichneumonidae), und Dolichovespula arctica, ein vespidischer Sozialparasit.
Weibliche Bienenmotten (Aphomia sociella) legen auch ihre Eier in Dolichovespula arenaria-Nester. Die geschlüpften Larven fressen dann an den ungeschützten Eiern, Larven und Puppen der Hornissen und zerstören manchmal große Teile des Nestes, während sie auf der Suche nach Nahrung durch Tunnel graben.

#### Sphecophaga vesparum burra
Die Raten des Parasitismus von Sphecophaga vesparum burra sind niedrig und ihr Vorhandensein im Nest scheint die Entwicklung der Kolonie nicht zu behindern. In diesem Aspekt ist Dolichovespula arenaria unter den untersuchten Arten der Gattung Dolichovespula einzigartig.

#### Dolichovespula arctica
Dolichovespula arctica ist nicht gut bekannt und wurde historisch gesehen oft mit Dolichovespula adulterina, einer paläarktischen Art, verwechselt. Diese Wespen sind inquilin und sind auf die Arbeiterinnen ihres Wirtsnestes angewiesen, um Nachkommen aufzuziehen, da sie keine eigene Arbeiterkaste haben. Der Parasit tötet die ursprüngliche Königin, bevor die Produktion ihrer Arbeiterinnen abgeschlossen ist, und übernimmt das Nest. Die Lebensdauer des Parasiten nach dem Tod der Wirtskönigin ist begrenzt.